# Amphibia in de tiende editie van Systema naturae
De tiende editie van "Systema naturae" van Carl Linnaeus geldt, samen met "Svenska spindlar" van Carl Alexander Clerck, als het beginpunt van de zoölogische nomenclatuur, en is om die reden van groot belang voor de biosystematiek. De geslachten die Linnaeus creëerde omvatten doorgaans veel soorten, en vaak werden binnen een geslacht soorten samengebracht die sindsdien niet meer als nauwe verwanten worden beschouwd. Samen met de grote aantallen soorten die naderhand door andere auteurs zijn benoemd en het vervolgens opnieuw arrangeren van geslachten, heeft dit ertoe geleid dat veel soorten niet langer in het geslacht worden geplaatst waarin Linnaeus ze in eerste instantie plaatste. Dit overzicht heeft als belangrijkste functie het vindbaar maken van de huidige geaccepteerde naam van soorten die in de tiende druk van "Systema naturae" zijn benoemd. Namen die door Linnaeus werden gepubliceerd en nog altijd in deze vorm gebruikt worden, zijn vet weergegeven.
De systematiek van de groep die Linnaeus "Amphibia" noemde is inmiddels onduidelijk. Bekend is dat de reptielen een parafyletische groep vormen als de vogels er niet in worden opgenomen. Linnaeus plaatste in deze groep onder de noemer "Nantes" een fors aantal soorten, hoofdzakelijk kraakbeenvissen, die inmiddels zonder twijfel tot de vissen gerekend worden.

## Reptiles
p. 197
- Testudo
- Testudo mydas – Chelonia mydas – Soepschildpad
- Testudo caretta – Caretta caretta – Onechte karetschildpad

p. 198
- Testudo orbicularis – Emys orbicularis – Europese moerasschildpad
- Testudo scabra, nomen oblitum – Rhinoclemmys punctularia Daudin, 1801 – Zuid-Amerikaanse aardschildpad[1]
- Testudo lutaria = Emys orbicularis – Europese moerasschildpad[2]
- Testudo graeca – Moorse landschildpad
- Testudo carolina – Terrapene carolina – Gewone doosschildpad
- Testudo carinata = Terrapene carolina – Gewone doosschildpad[2]

p. 199
- Testudo geometrica – Psammobates geometricus – Geometrische landschildpad
- Testudo pusilla = Testudo graeca – Moorse landschildpad[2]
- Testudo serpentina – Chelydra serpentina – Bijtschildpad

- Draco – Vliegende draakjes
- Draco volans – Gewoon vliegend draakje

p. 200
- Lacerta – Halsbandhagedissen
- Lacerta crocodilus – Caiman crocodilus – Brilkaaiman
- Lacerta caudiverbera – [fictief dier][3][4][5]
- Lacerta superciliosa – Uranoscodon superciliosus – Mopskopleguaan

p. 201
- Lacerta scutata – Lyriocephalus scutatus – Lierkopagame
- Lacerta monitor, nomen rejiciendum = Varanus salvator – Indische varaan en Varanus niloticus – Nijlvaraan[6]
- Lacerta principalis = Anolis carolinensis Voigt, 1832 – Roodkeelanolis[3]
- Lacerta bicarinata – Neusticurus bicarinatus
- Lacerta palustris = Lissotriton vulgaris – Kleine watersalamander[3]

p. 202
- Lacerta cordylus – Cordylus cordylus
- Lacerta stellio – Laudakia stellio – Hardoen
- Lacerta mauritanica – Tarentola mauritanica – Muurgekko
- Lacerta azurea – Uracentron azureum – Doornstaartboomleguaan
- Lacerta turcica – Hemidactylus turcicus – Europese tjitjak
- Lacerta ameiva – Ameiva ameiva – Gewone ameiva

p. 203
- Lacerta agilis – Zandhagedis
- Lacerta algira – Psammodromus algirus – Algerijnse zandloper

p. 204
- Lacerta seps – Tetradactylus seps – Vijfteenzweephagedis
- Lacerta angulata – Alopoglossus angulatus
- Lacerta chamaeleon – Chamaeleo chamaeleon – Gewone kameleon
- Lacerta salamandra – Salamandra salamandra – Vuursalamander

p. 205
- Lacerta gecko – Gekko gecko – Tokeh
- Lacerta scincus – Scincus scincus – Apothekersskink
- Lacerta hispida – Agama hispida

p. 206
- Lacerta orbicularis – Phrynosoma orbiculare
- Lacerta vulgaris – Lissotriton vulgaris – Kleine watersalamander
- Lacerta aquatica = Lissotriton vulgaris – Kleine watersalamander[3]
- Lacerta basiliscus – Basiliscus basiliscus – Helmbasilisk
- Lacerta iguana – Iguana iguana – Groene leguaan

p. 207
- Lacerta calotes – Calotes calotes
- Lacerta agama – Agama agama – Kolonistenagame
- Lacerta umbra – Plica umbra

p. 208
- Lacerta plica – Plica plica
- Lacerta marmorata – Polychrus marmorata
- Lacerta bullaris = Anolis garmani Stejneger, 1899[7]
- Lacerta strumosa, nomen oblitum – Anolis lineatus Daudin, 1802 – Gestreepte anolis[3]
- Lacerta teguixin – Tupinambis teguixin – Gebandeerde reuzenteju

p. 209
- Lacerta aurata – Heremites auratus[8]
- Lacerta punctata – Lygosoma punctatum
- Lacerta lemniscata – Cnemidophorus lemniscatus – Wenkpootje
- Lacerta fasciata – Plestiodon fasciatus – Gestreepte skink
- Lacerta lineata – Gymnophthalmus lineatus – Gestreepte brilteju
- Lacerta chalcides – Chalcides chalcides – Hazelskink

p. 210
- Lacerta anguina – Chamaesaura anguina – Kaapse pootjesslang

- Rana – Bruine kikkers
- Rana pipa – Pipa pipa – Pipa
- Rana bufo – Bufo bufo – Gewone pad

p. 211
- Rana rubeta = Bufo bufo – Gewone pad[3]
- Rana gibbosa – Breviceps gibbosus
- Rana variegata – Bombina variegata – Geelbuikvuurpad
- Rana ventricosa = Bufo bufo – Gewone pad[3]
- Rana marina – Rhinella marina – Reuzenpad
- Rana typhonia – Trachycephalus typhonius[9]
- Rana ocellata – Osteopilus ocellatus[10]

p. 212
- Rana cornuta – Ceratophrys cornuta – Surinaamse hoornkikker
- Rana marginata – nomen dubium[11]
- Rana paradoxa – Pseudis paradoxa – Paradoxale kikker
- Rana temporaria – Rana temporaria – Bruine kikker en Rana arvalis Nilsson, 1848 – Heikikker
- Rana esculenta – Pelophylax esculentus – Middelste groene kikker

p. 213
- Rana hyla = Hyla arborea – Boomkikker[3]
- Rana arborea – Hyla arborea – Boomkikker
- Rana boans – Hypsiboas boans

## Serpentes
p. 214
- Crotalus – Echte ratelslangen
- Crotalus horridus – Ratelslang
- Crotalus dryinas = Crotalus durissus – Zuid-Amerikaanse ratelslang[3]
- Crotalus durissus – Zuid-Amerikaanse ratelslang

- Boa
- Boa scytale = Eunectes murinus – Anaconda[12]

p. 215
- Boa canina – Corallus caninus – Groene hondskopboa
- Boa hypnale = Corallus caninus – Groene hondskopboa[3]
- Boa constrictor
- Boa murina – Eunectes murinus – Anaconda
- Boa cenchria – Epicrates cenchria – Regenboogboa
- Boa orophias = Boa constrictor[3]
- Boa enydris = Corallus hortulanus – Tuinboa[3]
- Boa hortulana – Corallus hortulanus – Tuinboa

p. 216
- Coluber – Toornslangen
- Coluber vipera – Cerastes vipera – Avicenna-adder
- Coluber atropos – Bitis atropos
- Coluber leberis, nomen rejiciendum = Storeria occipitomaculata (Storer, 1839) – Roodbuikslang[13][14]
- Coluber lutrix – Duberria lutrix
- Coluber calamarius – Oligodon calamarius
- Coluber constrictor – Hardloper
- Coluber ammodytes – Vipera ammodytes – Zandadder

p. 217
- Coluber cerastes – Cerastes cerastes – Hoornadder
- Coluber plicatilis – Pseudoeryx plicatilis
- Coluber domicella – nomen dubium[15]
- Coluber alidras – mogelijk Helicops angulatus[3]
- Coluber buccatus – Homalopsis buccata
- Coluber angulatus – Helicops angulatus
- Coluber berus – Vipera berus – Adder

p. 218
- Coluber chersea – Vipera berus – Adder[3]
- Coluber caeruleus – nomen dubium[3][16]
- Coluber albus – Brachyorrhus albus
- Coluber aspis – Vipera aspis – Aspisadder
- Coluber typhlus – Erythrolamprus typhlus
- Coluber lebetinus – Macrovipera lebetina – Levantijnse adder
- Coluber melanocephalus – Tantilla melanocephala
- Coluber cobella – Erythrolamprus cobella

p. 219
- Coluber reginae – Erythrolamprus reginae
- Coluber severus – Xenodon severus
- Coluber aurora – Lamprophis aurora – Afrikaanse huisslang
- Coluber sipedon – Nerodia sipedon
- Coluber maurus – Natrix maura – Adderringslang
- Coluber stolatus – Amphiesma stolatum
- Coluber vittatus – Xenochrophis vittatus

p. 220
- Coluber miliaris – Erythrolamprus miliaris
- Coluber rhombeatus – Psamnophylax rhombeatus
- Coluber cyaneus – nomen dubium[3][17]
- Coluber natrix – Natrix natrix – Ringslang
- Coluber aesculapii – Erythrolamprus aesculapii
- Coluber agilis = Erythrolamprus aesculapii[3]
- Coluber lacteus – Homoroselaps lacteus
- Coluber aulicus – Lycodon aulicus

p. 221
- Coluber monilis – nomen dubium, mogelijk Homalopsis buccata[3]
- Coluber pallidus – Thamnodynastes pallidus
- Coluber lineatus – Lygophis lineatus
- Coluber naja – Naja naja – Brilslang
- Coluber padera – nomen dubium, mogelijk Pseudaspis cana[3]
- Coluber canus – Pseudaspis cana

p. 222
- Coluber sibilans – Psammophis sibilans
- Coluber laticaudatus – Laticauda laticaudata – Gewone platstaart
- Coluber sirtalis – Thamnophis sirtalis – Gewone kousenbandslang
- Coluber atrox – Bothrops atrox – Gewone lanspuntslang
- Coluber sibon = Sibon nebulatus[3]
- Coluber nebulatus – Sibon nebulatus
- Coluber fuscus – Chironius fuscus

p. 223
- Coluber saturninus = Chironius fuscus[3]
- Coluber candidus – Bungarus candidus
- Coluber niveus = Naja haje – Egyptische cobra[3]
- Coluber scaber – Dasypeltis scabra – Eieretende slang
- Coluber carinatus – Chironius carinatus
- Coluber corallinus = Erythrolamprus triscalis[3]
- Coluber ovivorus – nomen dubium, mogelijk Pantherophis vulpinus (Baird & Girard, 1853)[3]
- Coluber exoletus – Chironius exoletus
- Coluber situla – Zamenis situla – Luipaardslang

p. 224
- Coluber triscalis – Erythrolamprus triscalis
- Coluber lemniscatus – Micrurus lemniscatus – Zuid-Amerikaanse koraalslang
- Coluber annulatus – Leptodeira annulata
- Coluber dipsas – nomen dubium[3][18]
- Coluber pelias – Chrysopelea pelias
- Coluber tyria – nomen dubium[3]

p. 225
- Coluber jugularis – Dolichophis jugularis – Pijlslang
- Coluber petola = Oxyrhopus petolarius[19]
- Coluber molurus – Python molurus – Tijgerpython
- Coluber ahaetulla – Leptophis ahaetulla
- Coluber petolarius – Oxyrhopus petolarius
- Coluber haje – Naja haje – Egyptische cobra
- Coluber filiformis – nomen dubium[3]
- Coluber pullatus – Spilotes pullatus – Kippenslang

p. 226
- Coluber hippocrepis – Hemorrhois hippocrepis
- Coluber minervae = Lygophis lineatus[3]
- Coluber cinereus – nomen dubium, mogelijk Erythrolamprus cobella[3]
- Coluber viridissimus – Philodryas viridissima
- Coluber mucosus – Ptyas mucosa
- Coluber cenchoa – Imantodes cenchoa
- Coluber mycterizans – Ahaetulla mycterizans

p. 227
- Coluber caerulescens – nomen dubium[3]
- Coluber arges – [fictief dier][3][20][21]

- Anguis
- Anguis bipes – Scelotes bipes
- Anguis meleagris – Acontias meleagris

p. 228
- Anguis colubrina – Eryx colubrinus
- Anguis jaculus – Eryx jaculus – Kleine zandboa
- Anguis maculata – Cylindrophis maculatus
- Anguis reticulata – Amerotyphlops reticulatus
- Anguis cerastes = Eryx jaculus [3]
- Anguis lumbricalis – Typhlops lumbricalis
- Anguis laticauda – nomen dubium[3]
- Anguis scytale – Anilius scytale – Onechte koraalslang

p. 229
- Anguis eryx = Anguis fragilis – Hazelworm[3][22]
- Anguis fragilis – Hazelworm

- Amphisbaena
- Amphisbaena fuliginosa – Gevlekte wormhagedis
- Amphisbaena alba – Witte wormhagedis

- Caecilia
- Caecilia tentaculata – Linnaeus' wormsalamander
- Caecilia glutinosa – Ichthyophis glutinosus – Ceylonese wormsalamander

## Nantes
p. 230
- Petromyzon
- Petromyzon marinus – Zeeprik
- Petromyzon fluviatilis – Lampetra fluviatilis – Rivierprik
- Petromyzon branchialis = Lampetra fluviatilis – Rivierprik[23]

p. 231
- Raja
- Raja torpedo – Torpedo torpedo – Gevlekte sidderrog
- Raja batis – Dipturus batis – Vleet
- Raja oxyrinchus – Dipturus oxyrinchus
- Raja miraletus
- Raja fullonica – Leucoraja fullonica – Kaardrog

p. 232
- Raja aquila – Myliobatis aquila – Adelaarsrog
- Raja altavela – Gymnura altavela
- Raja pastinaca – Dasyatis pastinaca – Gewone pijlstaartrog
- Raja clavata – Stekelrog
- Raja rhinobatos – Rhinobatos rhinobatos – Gewone vioolrog

p. 233
- Squalus
- Squalus acanthias – Doornhaai
- Squalus centrina – Oxynotus centrina – Strijkijzerruwhaai
- Squalus spinax – Etmopterus spinax – Donkerbuiklantaarnhaai
- Squalus squatina – Squatina squatina – Zee-engel

p. 234
- Squalus zygaena – Sphyrna zygaena – Gladde hamerhaai
- Squalus tiburo – Sphyrna tiburo – Kaphamerhaai
- Squalus galeus – Galeorhinus galeus – Ruwe haai
- Squalus canicula – Scyliorhinus canicula – Hondshaai

p. 235
- Squalus catulus = Scyliorhinus canicula – Hondshaai[24]
- Squalus stellaris – Scyliorhinus stellaris – Kathaai
- Squalus glaucus – Prionace glauca – Grote blauwe haai
- Squalus carcharias – Carcharodon carcharias – Witte haai
- Squalus mustelus – Mustelus mustelus – Toonhaai
- Squalus pristis – Pristis pristis – Gewone zaagvis

p. 236
- Chimaera
- Chimaera monstrosa – Gewone draakvis
- Chimaera callorynchus – Callorhinchus callorynchus

- Lophius
- Lophius piscatorius – Zeeduivel
- Lophius vespertilio – Ogcocephalus vespertilio

p. 237
- Lophius histrio – Histrio histrio – Sargassovis

- Acipenser
- Acipenser sturio – Steur
- Acipenser ruthenus – Sterlet

p. 238
- Acipenser huso – Huso huso – Belugasteur
- Acipenser plecostomus – Hypostomus plecostomus